# 华山 (1923年)
华山（1923年7月—2022年7月30日），原名高连生，河北滦县人，中国人民解放军辽宁省军区正军职离休干部、原沈阳军区政治部副主任。

## 生平
华山1941年2月入伍，同年7月加入中国共产党。历任副排长、政治指导员、团政治处主任、团政委、副师长、师政委、军副政委、政委等职。
2022年7月30日，华山因病于沈阳逝世，享年100岁。讣告刊登在8月18日的《解放军报》。